# Roue à rayons

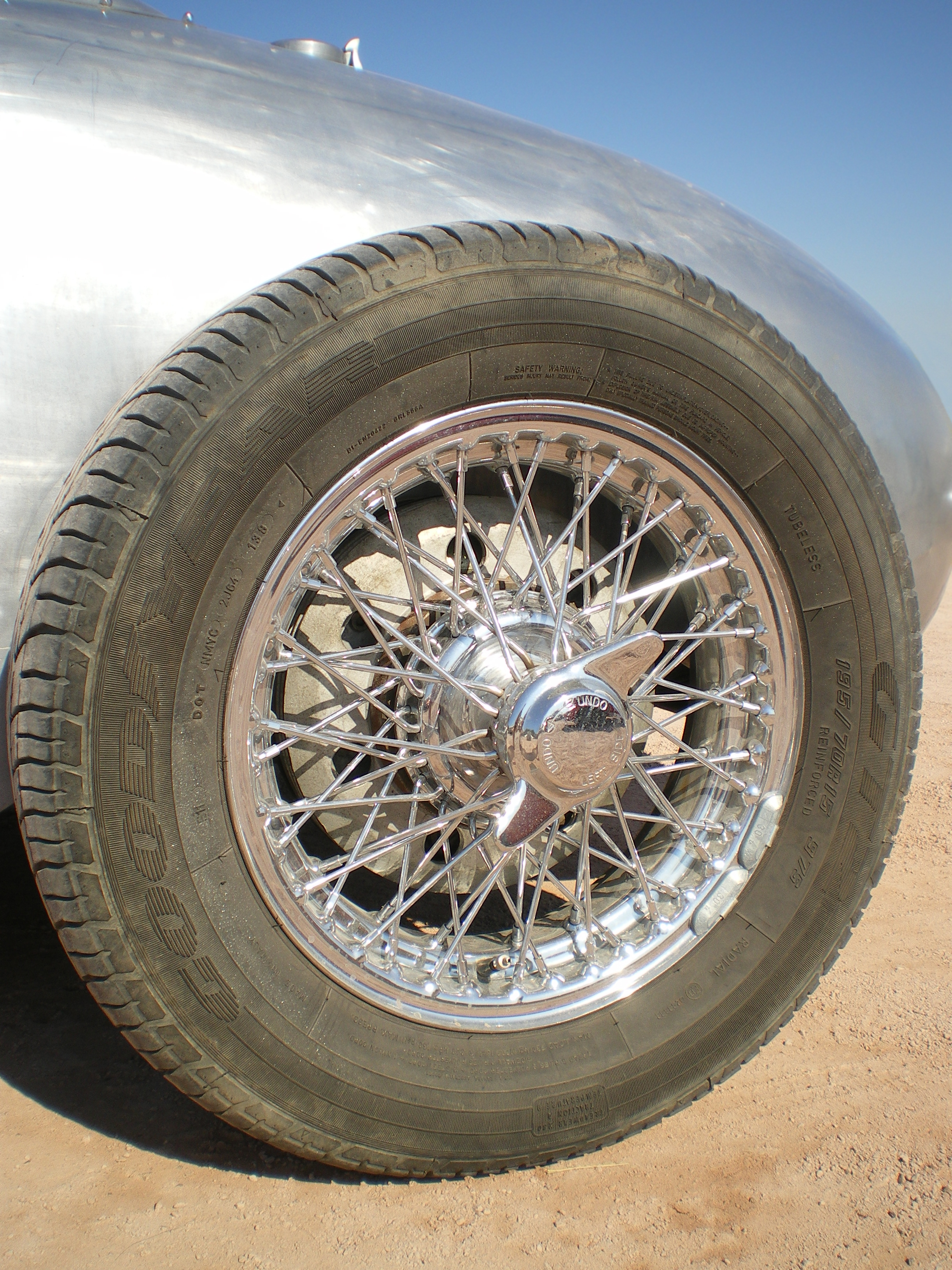
Roue à rayons d'une monoplace Talbot

La roue à rayons est une roue composée d'un moyeu, d'un nombre variable de rayons et d'une jante.

## Technologie
Une fois assemblés pour obtenir une roue, le moyeu, les rayons et la jante constituent un ensemble homogène. Assurant la liaison entre le moyeu et la jante, les rayons empêchent la jante de se déformer tout en maintenant le moyeu parfaitement au centre de cette dernière.
Les rayons sont habituellement en acier tandis que la jante et le moyeu peuvent être en acier ou en aluminium. Les rayons sont reliés à la jante par des pièces qui permettent de régler par vissage leur tension ainsi que le centrage du moyeu par rapport à la jante.
Depuis l'invention de Fernand Forest et Victorien Renard à la fin du XIXe siècle, les rayons sont croisés, permettant de jouer sur le voile et le faux rond en équilibrant les tensions.

## Utilisation
On utilise ce type de roue sur toutes sortes de véhicules, automobiles, motocyclettes ou bicyclettes.
Actuellement, la roue à rayons reste très majoritaire dans le domaine du cyclisme, bien que battue en brèche par la roue lenticulaire dans le cyclisme sur piste, par exemple.
Dans le domaine motocycliste, on ne la rencontre plus que sur des modèles bon marché ou de faible cylindrée ou sur les véhicules de tout terrain, où sa relative souplesse évite bien des casses. Elle a été remplacée par les roues à branches, moulées d'un seul bloc, à partir de la fin des années 1970.
Dans le domaine automobile, elle est assez rare, utilisée principalement sur des véhicules anciens, de prestige ou sportifs.

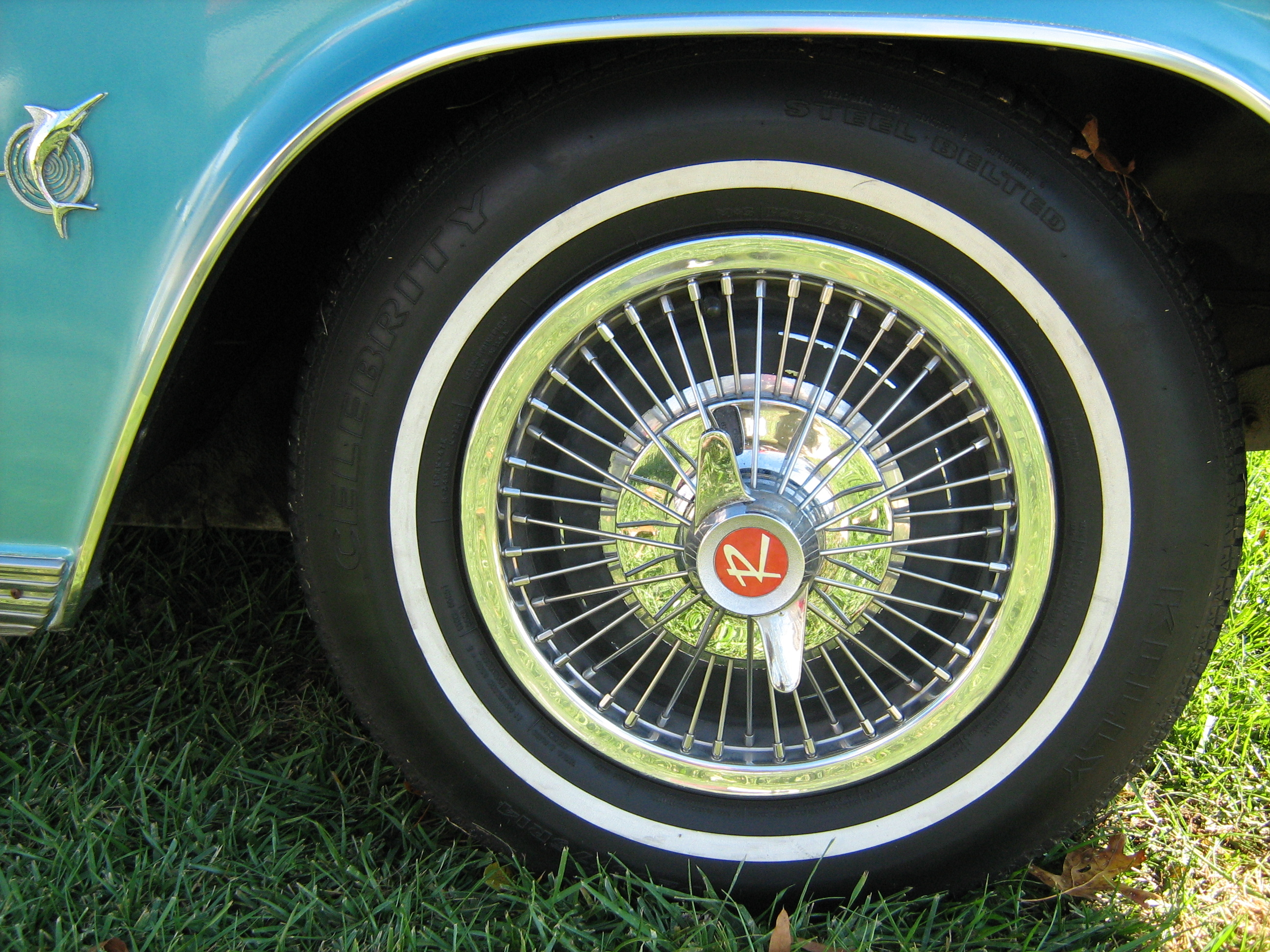
Rambler Marlin de 1965, enjoliveur imitant une roue à rayons.
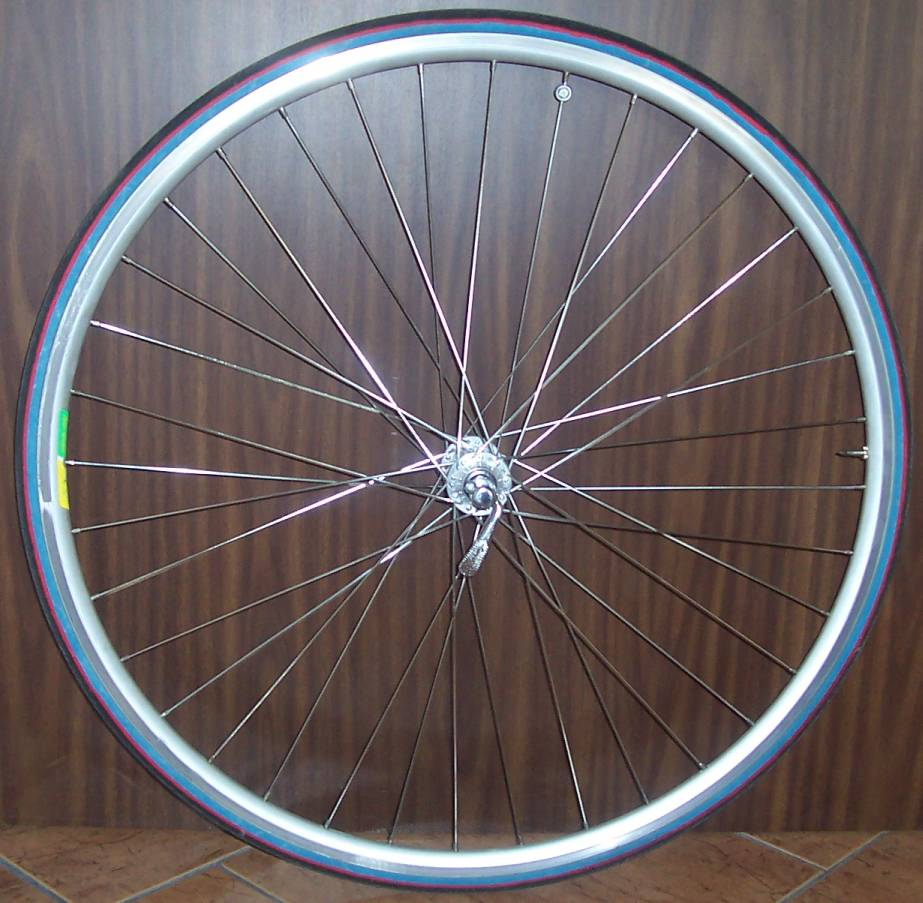
Roue de bicyclette
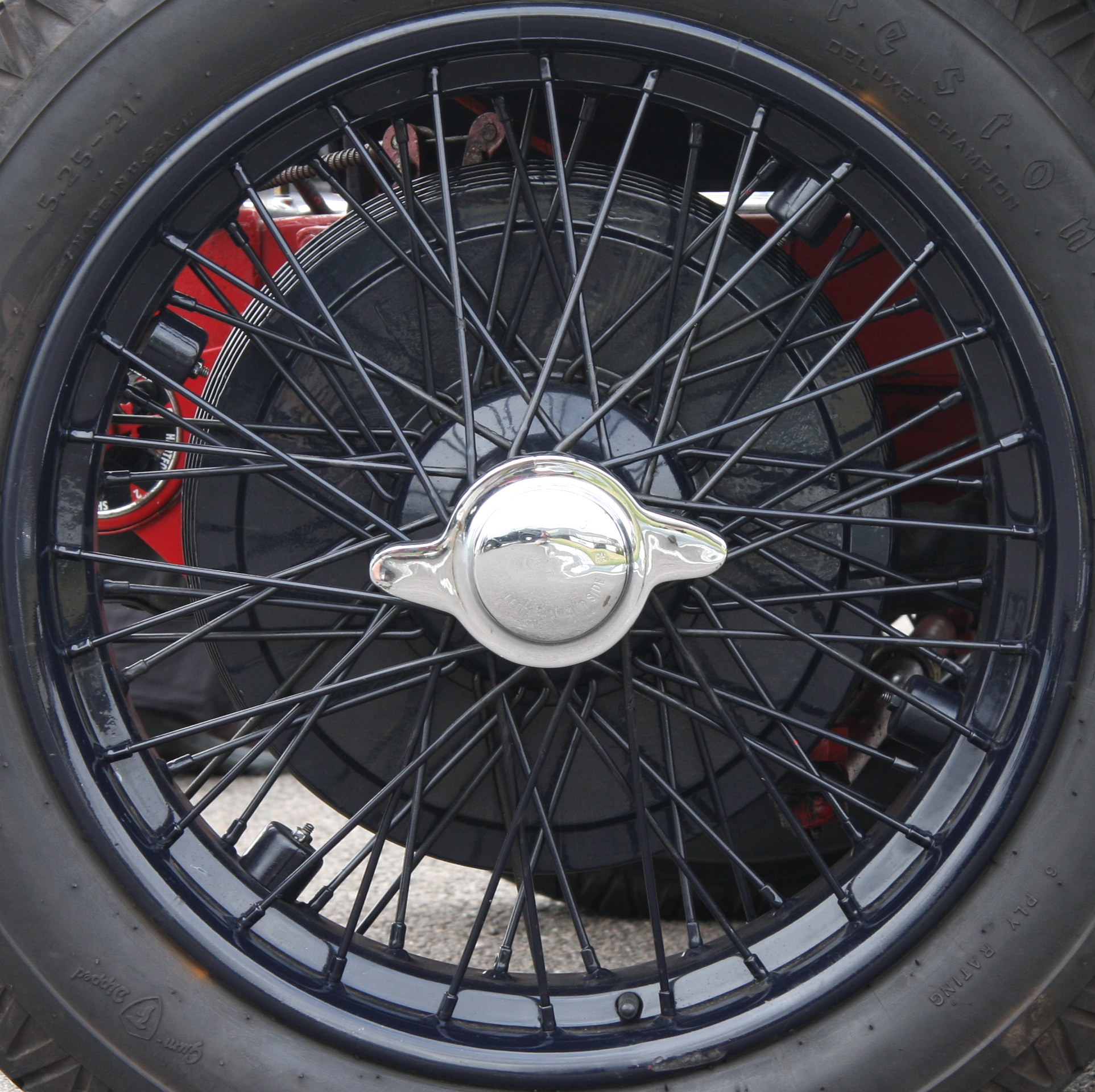
Roue de Vauxhall 25 de 1922
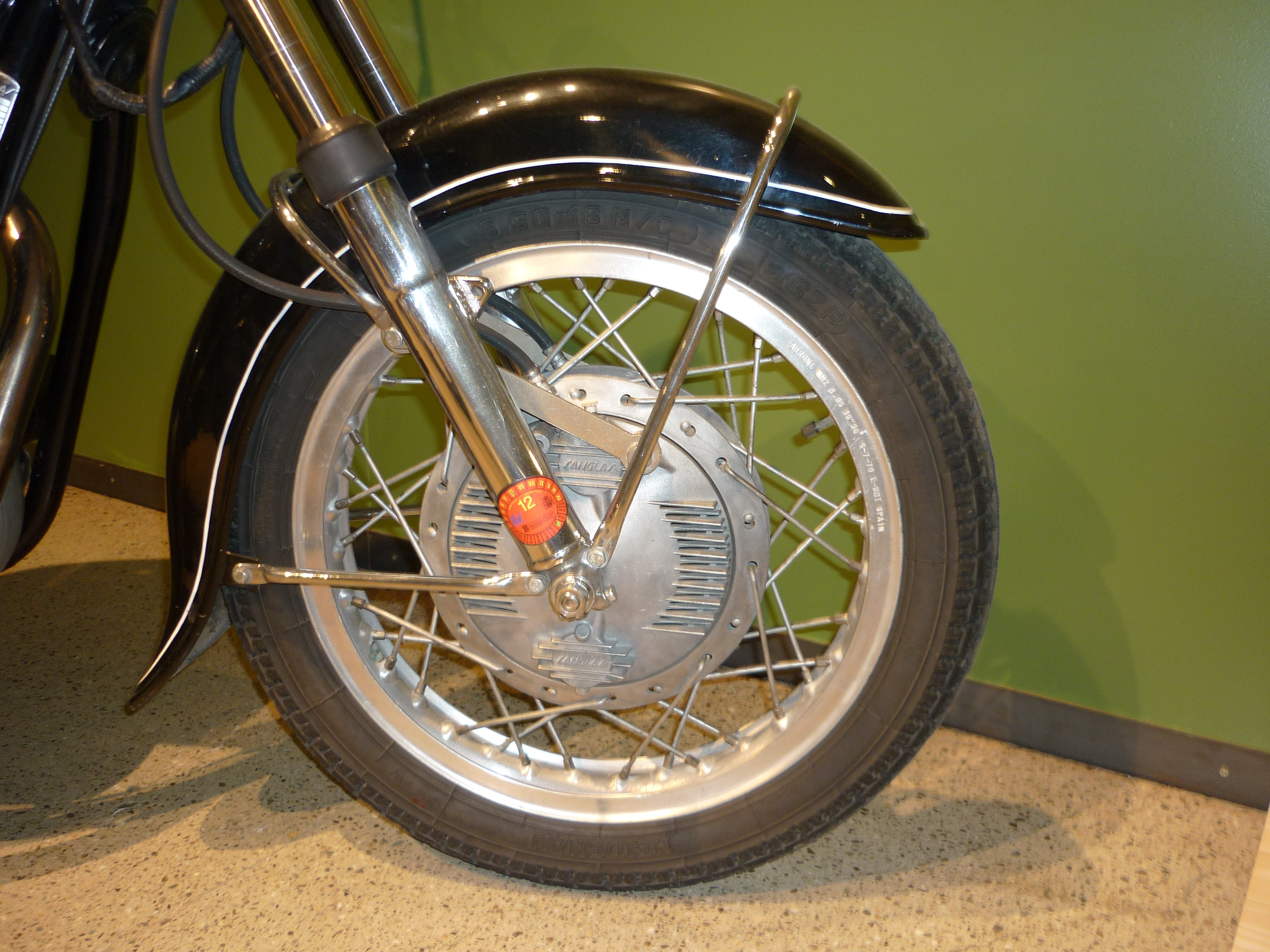
Roue de moto Sanglas de 1976